# (35202) 1994 PH8
1994 PH8 (asteroide 35202) é um asteroide da cintura principal. Possui uma excentricidade de 0.16915100 e uma inclinação de 0.09073º.
Este asteroide foi descoberto no dia 10 de agosto de 1994 por Eric Walter Elst em La Silla.